# Red Bull RB8
Chronologie des modèles (2012)
Red Bull RB7 Red Bull RB9
La Red Bull RB8 est la monoplace de Formule 1 engagée par l’équipe Red Bull Racing dans le cadre du championnat du monde de Formule 1 2012. Sixième monoplace dessinée par Adrian Newey pour Red Bull, elle entame la saison le 18 mars 2012 au Grand Prix d’Australie, pilotée par l’Allemand Sebastian Vettel, champion du monde en titre, et l’Australien Mark Webber.
Comme l'explique son directeur technique Adrian Newey, la difficulté pour cette nouvelle monoplace est de parvenir à un niveau de performances similaire à celui de sa prédécesseur. La RB7 a en effet imposé sa domination en championnat du monde 2011 en remportant douze des dix-neuf Grand Prix inscrits au calendrier. L'écurie doit notamment composer avec une perte d'appui significative liée à l'interdiction totale par le règlement 2012 des « diffuseurs soufflés ».

## Design et technique
Esthétiquement proche de la RB7, la Red Bull RB8 inaugure néanmoins une nouvelle monocoque en raison entre autres de la réduction du volume du réservoir de carburant lié à l'interdiction des diffuseurs soufflés. Comme la grande majorité des monoplaces du plateau de la saison 2012, la RB8 présente également un museau comparable à celui d'un gavial, le règlement technique ayant imposé une hauteur minimale de 550 mm contre 625 mm l'année précédente. Red Bull en a profité pour déplacer l'entrée d'air servant à aérer le pilote, initialement situé à l'extrémité avant, au niveau de la « brisure » du museau ; si certains spéculent sur un intérêt aérodynamique pour l'aileron avant, Adrian Newey évoque seulement des raisons esthétiques.

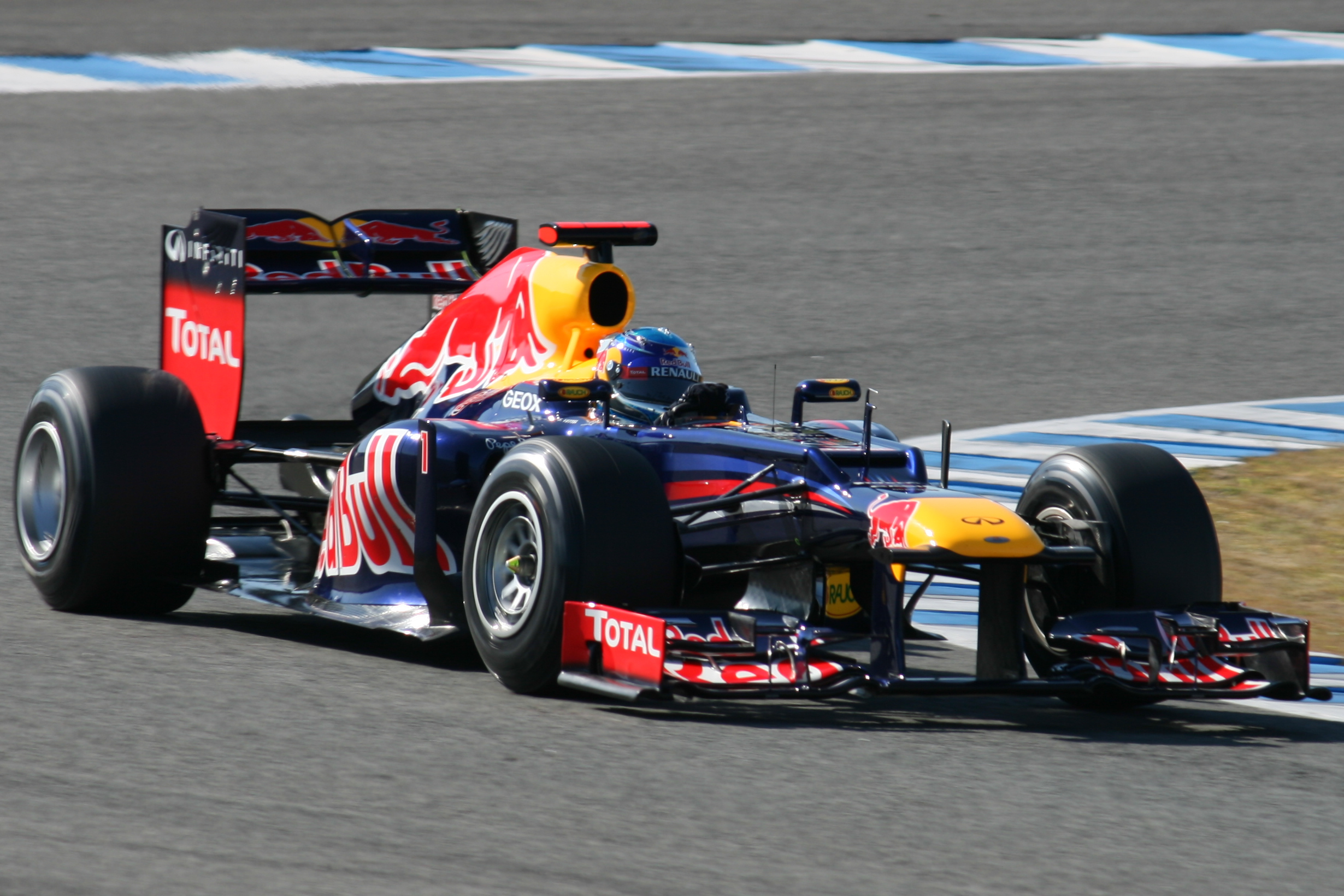
L'entrée d'air de la RB8 est déplacée plus haut sur le museau.

## Résultats en championnat du monde de Formule 1
| Saison | Écurie          | Moteur               | Pneus   | Pilotes          | Courses | Courses | Courses | Courses | Courses | Courses | Courses | Courses | Courses | Courses | Courses | Courses | Courses | Courses | Courses | Courses | Courses | Courses | Courses | Courses | Points inscrits | Classement |
| Saison | Écurie          | Moteur               | Pneus   | Pilotes          | 1       | 2       | 3       | 4       | 5       | 6       | 7       | 8       | 9       | 10      | 11      | 12      | 13      | 14      | 15      | 16      | 17      | 18      | 19      | 20      | Points inscrits | Classement |
| ------ | --------------- | -------------------- | ------- | ---------------- | ------- | ------- | ------- | ------- | ------- | ------- | ------- | ------- | ------- | ------- | ------- | ------- | ------- | ------- | ------- | ------- | ------- | ------- | ------- | ------- | --------------- | ---------- |
| 2012   | Red Bull Racing | Renault V8 RS27-2012 | Pirelli |                  | AUS     | MAL     | CHI     | BAH     | ESP     | MON     | CAN     | EUR     | GBR     | ALL     | HON     | BEL     | ITA     | SIN     | JAP     | COR     | IND     | ABU     | USA     | BRÉ     | 460             | Champion   |
| 2012   | Red Bull Racing | Renault V8 RS27-2012 | Pirelli | Sebastian Vettel | 2e      | 11e     | 5e      | 1er     | 6e      | 4e      | 4e      | Abd     | 3e      | 5e      | 4e      | 2e      | 22e*    | 1er     | 1er     | 1er     | 1er     | 3e      | 2e      | 6e      | 460             | Champion   |
| 2012   | Red Bull Racing | Renault V8 RS27-2012 | Pirelli | Mark Webber      | 4e      | 4e      | 4e      | 4e      | 11e     | 1er     | 7e      | 4e      | 1er     | 8e      | 8e      | 6e      | 20e*    | 11e     | 9e      | 2e      | 3e      | Abd     | Abd     | 4e      | 460             | Champion   |

Légende : ici
- * : le pilote n’a pas terminé la course mais est classé pour avoir parcouru plus de 90 % de la distance de course.